# Joris Jarsky
Joris Jarsky (né le 3 décembre 1974 à Toronto) est un acteur canadien.

## Filmographie
- 2001 : The Caveman's Valentine : Mec
- 2001 : One Eyed King : Scratchy
- 2002 : The Rendering : Chad Sharpe
- 2001-2001 : Vampire High : Marty Strickland
- 2002 : Sans motif apparent : Rudy Jones
- 2002 : Au plus près du paradis :
- 2003 : Mutant X (S2.Ep15) : McTeague
- 2003 : The Limit : Brian
- 2003 : Foolproof : Rob
- 2003 : La Voix des crimes : Alan Matthews
- 2004- Sue Thomas, l'œil du FBI (S2.Ep7/S.Ep14): Flight Passenger #1/ Smiley
- 2004-2005 : The Eleventh Hour (S2.Ep14/S3.Ep13) : Nick Garwood/ Geoff Powell
- 2005 : Tilt (S1.Ep1,4,6): Luke
- 2007 : Stargate Atlantis (S3.Ep16):  Herick
- 2008 : Blindness : Hooligan
- 2008 : L'Incroyable Hulk : Soldat
- 2008 : Saw V : Seth Baxter
- 2009 : Survival of the Dead : Chuck
- 2009 : Les Anges de Boston II: All Saints : Lloyd
- 2010 : Saw VI : Seth Baxter (flashback)
- 2010 : Cra$h & Burn (S1.Ep9,10,11,12) : Wes Bajin
- 2010 : Saw VII : Seth Baxter
- 2011 : Edwin Boyd de Nathan Morlando : un ancien combattant
- 2016 : Wynonna Earp : Whiskey Jim Byers
- 2021 : Une affaire de détails (The Little Things) de John Lee Hancock : détective sergent Rogers